# Maurice Estève
Maurice Estève (ur. 2 maja 1904 w Culan, zm. 29 czerwca 2001 tamże) – francuski malarz, dekorator.
Studiował w paryskiej Akademii Colarossiego. W 1937 roku wraz z Robertem Delaunayem wykonał malowidła w pawilonach lotnictwa i kolei na Wystawie Światowej w Paryżu. Po II wojnie światowej prezentował swoje obrazy za granicą.
Inspirował się twórczością Paula Cézannego, Pabla Picasso, Fernanda Légera oraz fowistów. Początkowo reprezentował sztukę przedstawiającą, następnie malował obrazy przedstawiające abstrakcję geometryczną. Tworzył również kolaże, malowidła ścienne i witraże.
Jego obrazy są prezentowane m.in. w Museum of Modern Art w Nowym Jorku, Tate Britain w Londynie oraz Göteborgs konstmuseum w Göteborg.